# Hàn Ly vương
Hàn Ly vương hay Hàn Hy vương (chữ Hán: 韩僖王, trị vì 295 TCN - 273 TCN), tên thật là Hàn Cữu (韩咎) hay Hàn Cao, là vị vua thứ chín của nước Hàn - chư hầu nhà Chu trong lịch sử Trung Quốc.

## Lên ngôi
Hàn Cao là con thứ của Hàn Tương vương – vua thứ 8 nước Hàn. Năm 299 TCN, anh ông là thái tử Hàn Anh qua đời. Ông cùng người em là công tử Kỷ Sắt tranh ngôi thái tử. Công tử Kỷ Sắt đang ở nước Sở, gặp lúc quân Sở đang vây đất Ung Thị của nước Hàn. Hàn Tương vương cầu cứu Tần. Vua Tần sai Công Tôn Muội đi cứu Hàn. Quân Sở phải giải vây Ung Thị rút lui, vua Sở không cho công tử Kỷ Sắt về Hàn nữa. Hàn Tương vương bèn lập ông làm thái tử.
Năm 296 TCN, Hàn Tương vương mất, Hàn Cao lên nối ngôi, tức là Hàn Ly vương. Ông dùng con Trương Khai Địa là Trương Bình làm tướng quốc.

## Quốc lực suy nhược
Năm 294 TCN, do bị nước Tần vây bách, Ngụy Chiêu vương đành phải sai sứ sang liên minh với nước Hàn cùng chống Tần mạnh. Năm 293 TCN, Hàn Ly vương liên minh với Ngụy Chiêu vương và Chu Noãn Vương cùng chống nước Tần. Tướng nước Hàn là Công Tôn Hỉ mang quân tập kết với quân Ngụy ở Y Khuyết. Tần Chiêu Tương vương sai Bạch Khởi cầm quân quân chống lại liên quân Hàn-Ngụy ở Y Khuyết. Kết quả liên quân Ngụy-Hàn bị Bạch Khởi đánh cho đại bại, bị chém 24 vạn quân, tướng Công Tôn Hỷ bị bắt sống, 5 thành bị san phẳng.
Năm 291 TCN, Tần Chiêu Tương vương lại đánh Hàn, chiếm được đất Uyển. Đến năm sau, Hàn Ly vương lại phải dâng 200 dặm đất Vũ Toạt cho Tần để cầu hòa.
Năm 286 TCN, quân Tần lại tấn công nước Hàn, chiếm được Hạ Sơn. Năm 284 TCN, Hàn Ly vương đến hội minh với Tần Chiêu Tương vương ở Tây Chu, sau đó đem quân hợp sức với các nước đánh nước Tề, buộc Tề Mẫn vương bỏ Lâm Tri bỏ chạy rồi bị giết.
Năm 282 TCN, Hàn Ly vương lại hội với Tần Chiêu Tương vương tại đất nhà Chu. Mối quan hệ hòa hoãn giữa hai bên tiếp tục được duy trì.
Năm 275 TCN, Tần đem quân tấn công nước Ngụy. Hàn Ly vương sai Bạo Quyển cứu Ngụy nhưng bị nước Tần đánh bại, mất 4 vạn quân. Bạo Quyển trốn sang Khai Phong (nước Ngụy).
Năm 273 TCN, hai nước Ngụy, Triệu hợp quân đánh Hàn, tấn công vào Hoa Dương. Hàn Ly vương cầu cứu nước Tần nhưng Tần không ra quân giúp. Tướng quốc Trần Thệ đến gặp Ngụy Nhiễm nước Tần, dùng lời lẽ thuyết phục. Ngụy Nhiễm đồng ý đem quân cứu Hàn, đánh bại Ngụy-Triệu ở Hoa Dương.
Cùng năm đó, Hàn Ly vương qua đời. Ông làm vua được 23 năm. Thái tử Hàn Nhiên lên nối ngôi, tức Hàn Hoàn Huệ vương.